# Daniel Gillies
Daniel Gillies, född 14 mars 1976 i Winnipeg, Kanada, är en nyzeeländsk skådespelare, filmproducent, regissör och manusförfattare. Han är mest känd för sin roll Elijah Mikaelson i TV-serien The Vampire Diaries och dess 'spin-off' The Originals där han spelar en av syskonen i familjen med "Ursprungs-vampyrer"